# Deep Purple in Rock
Deep Purple in Rock este un album al trupei engleze de rock Deep Purple, lansat în Iunie 1970. A fost al patrulea lor album de studio și primul cu cea de-a doua componență a formației și totodată cea clasică. Deep Purple in Rock a fost albumul cu care grupul a reușit să prindă la public și în Europa, atingând locul 4 în Marea Britanie și rămânând în topuri pentru mai multe luni. LP-ul a fost promovat de turneul In Rock World Tour, unul de mare succes ce a durat 15 luni.
Cu toate că a fost primul album cu cea de-a doua componență a trupei, aceasta mai înregistrase totuși Concerto for Group and Orchestra cu un an în urmă.

## Lista pieselor
1. "Speed King" (5:49)
2. "Bloodsucker" (4:10)
3. "Child in Time" (10:14)
4. "Flight of The Rat" (7:51)
5. "Into The Fire" (3:28)
6. "Living Wreck" (4:27)
7. "Hard Lovin' Man" (7:11)

- Toate cântecele au fost scrise de Ritchie Blackmore, Ian Gillan, Roger Glover, Jon Lord și Ian Paice.

## Single-uri
- "Speed King" (1970)
- "Black Night" (1970)

## Componență
- Ritchie Blackmore - chitară
- Ian Gillan - voce
- Roger Glover - chitară bas
- Jon Lord - orgă
- Ian Paice - baterie